# Кардона, Хуан Батиста
Хуа́н Баути́ста (Жоан Баптиста) Кардо́на (исп. Juan Bautista Cardona, кат. Joan Baptista Cardona; 1511, Валенсия — 30 декабря 1589, Валенсия) — испанский антиквар, гуманист и библиограф
 из рода Кардона, епископ Тортосы (1587—1589).
Учился в университетах Валенсии и Лериды, получил степень доктора богословия в 1563 году.
Некоторое время жил в Риме, в 1575 году по заданию папы Григория XIII работал над критическими изданиями средневекового сборника канонического права «Декрет Грациана», трудов св. Илария и св. Льва.

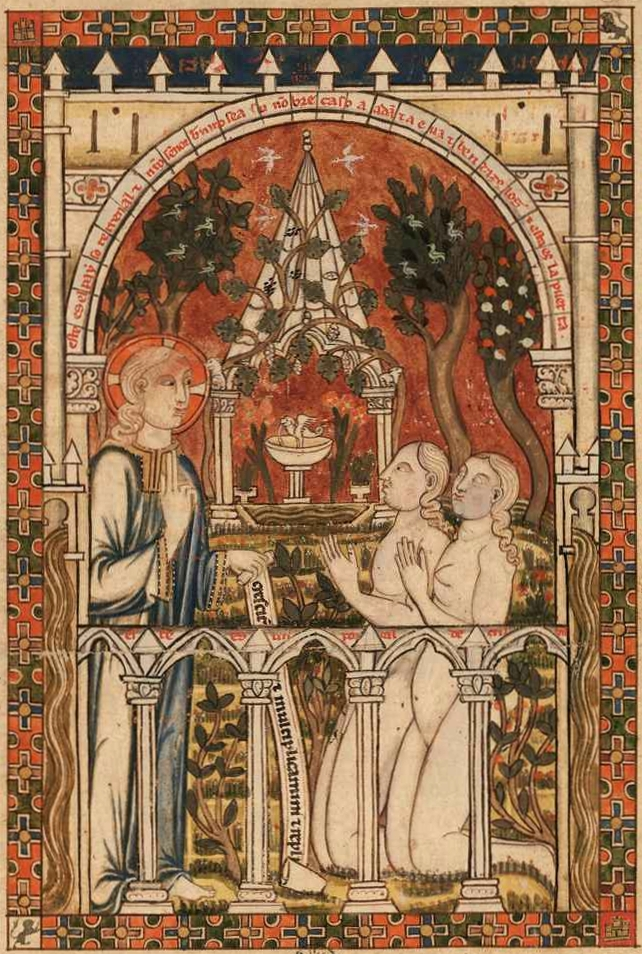
Миниатюра из кодекса Fuero Juzgo, подаренного Кардоной библиотеке Эскориала

Был главным каноником собора Ориуэлы, комиссаром галер Испании. Назначен каноником с постоянным местонахождением в Валенсии 31 августа 1576 г. В 1581—1587 годах занимал должность епископа Вика. В 1585 и 1586 годах по поручению папы Сикста V совершил два визита в аббатство Монсеррат, чтобы руководить выборами аббатов. С 17 мая 1587 г. и до своей смерти 30 декабря 1589 г. был епископом Тортосы.
Был связан с видными гуманистами своего времени, такими, как архиепископ таррагонский Антоний Августин, Пере Галес, Пере Жоан Нуньес и Мигель Томас де Тайшекет. Посвятил Филиппу II памятную записку под названием «О королевской библиотеке Св. Лаврентия» («De regia sancti Laurentii Scorialensis Bibliotheca», опубл. 1587, Таррагона, в сборнике вместе с другими трудами), с целью формирования библиотеки Эскориала. Подарил библиотеке кодекс Fuero Juzgo (сборник кастильских законов XIII века).
Написал также «Oratio de sancto Stephano» («Молитва святого Стефана», Рим, 1575); «De expungendis haereticorum proprius nominibus» («О вычёркивании собственных имён еретиков», Рим, 1576).
Умер в Валенсии 30 декабря 1589 г., похоронен в соборе Тортосы, о чём сообщает надгробие с эпитафией в монастыре.